# Список астероїдів (96001—96100)
| Назва                     | Тимчасове позначення | Дата відкриття  | Місце відкриття             | Відкривач                                              |
| ------------------------- | -------------------- | --------------- | --------------------------- | ------------------------------------------------------ |
| (96001) 2004 NY22         | 2004 NY22            | 11 липня 2004   | Сокорро (Нью-Мексико)       | LINEAR                                                 |
| (96002) 2004 ND23         | 2004 ND23            | 11 липня 2004   | Паломарська обсерваторія    | NEAT                                                   |
| (96003) 2004 NT24         | 2004 NT24            | 15 липня 2004   | Сокорро (Нью-Мексико)       | LINEAR                                                 |
| (96004) 2004 NH25         | 2004 NH25            | 15 липня 2004   | Сокорро (Нью-Мексико)       | LINEAR                                                 |
| (96005) 2004 NZ26         | 2004 NZ26            | 11 липня 2004   | Сокорро (Нью-Мексико)       | LINEAR                                                 |
| (96006) 2004 NE27         | 2004 NE27            | 11 липня 2004   | Сокорро (Нью-Мексико)       | LINEAR                                                 |
| (96007) 2004 ON3          | 2004 ON3             | 16 липня 2004   | Сокорро (Нью-Мексико)       | LINEAR                                                 |
| (96008) 2004 OA5          | 2004 OA5             | 16 липня 2004   | Сокорро (Нью-Мексико)       | LINEAR                                                 |
| (96009) 2004 OB6          | 2004 OB6             | 18 липня 2004   | Обсерваторія Ріді-Крик      | Джон Бротон                                            |
| (96010) 2004 PY2          | 2004 PY2             | 3 серпня 2004   | Обсерваторія Сайдинг-Спрінг | Обсерваторія Сайдинг-Спрінг                            |
| (96011) 2004 PD6          | 2004 PD6             | 6 серпня 2004   | Паломарська обсерваторія    | NEAT                                                   |
| (96012) 2004 PP6          | 2004 PP6             | 6 серпня 2004   | Паломарська обсерваторія    | NEAT                                                   |
| (96013) 2004 PB7          | 2004 PB7             | 6 серпня 2004   | Паломарська обсерваторія    | NEAT                                                   |
| (96014) 2004 PD7          | 2004 PD7             | 6 серпня 2004   | Паломарська обсерваторія    | NEAT                                                   |
| (96015) 2004 PO7          | 2004 PO7             | 6 серпня 2004   | Паломарська обсерваторія    | NEAT                                                   |
| (96016) 2004 PP7          | 2004 PP7             | 6 серпня 2004   | Паломарська обсерваторія    | NEAT                                                   |
| (96017) 2004 PA9          | 2004 PA9             | 6 серпня 2004   | Паломарська обсерваторія    | NEAT                                                   |
| (96018) 2004 PG9          | 2004 PG9             | 6 серпня 2004   | Паломарська обсерваторія    | NEAT                                                   |
| (96019) 2004 PK9          | 2004 PK9             | 6 серпня 2004   | Паломарська обсерваторія    | NEAT                                                   |
| (96020) 2004 PL9          | 2004 PL9             | 6 серпня 2004   | Паломарська обсерваторія    | NEAT                                                   |
| (96021) 2004 PD12         | 2004 PD12            | 7 серпня 2004   | Паломарська обсерваторія    | NEAT                                                   |
| (96022) 2004 PZ13         | 2004 PZ13            | 7 серпня 2004   | Паломарська обсерваторія    | NEAT                                                   |
| (96023) 2004 PW17         | 2004 PW17            | 8 серпня 2004   | Сокорро (Нью-Мексико)       | LINEAR                                                 |
| (96024) 2004 PD19         | 2004 PD19            | 8 серпня 2004   | Станція Андерсон-Меса       | LONEOS                                                 |
| (96025) 2004 PN19         | 2004 PN19            | 8 серпня 2004   | Станція Андерсон-Меса       | LONEOS                                                 |
| (96026) 2004 PO27         | 2004 PO27            | 9 серпня 2004   | Обсерваторія Ріді-Крик      | Джон Бротон                                            |
| (96027) 2004 PB29         | 2004 PB29            | 6 серпня 2004   | Паломарська обсерваторія    | NEAT                                                   |
| (96028) 2004 PD30         | 2004 PD30            | 8 серпня 2004   | Станція Кампо Імператоре    | CINEOS                                                 |
| (96029) 2004 PK31         | 2004 PK31            | 8 серпня 2004   | Сокорро (Нью-Мексико)       | LINEAR                                                 |
| (96030) 2004 PZ31         | 2004 PZ31            | 8 серпня 2004   | Сокорро (Нью-Мексико)       | LINEAR                                                 |
| (96031) 2004 PG33         | 2004 PG33            | 8 серпня 2004   | Сокорро (Нью-Мексико)       | LINEAR                                                 |
| (96032) 2004 PN35         | 2004 PN35            | 8 серпня 2004   | Станція Андерсон-Меса       | LONEOS                                                 |
| (96033) 2004 PE36         | 2004 PE36            | 9 серпня 2004   | Станція Кампо Імператоре    | CINEOS                                                 |
| (96034) 2004 PW42         | 2004 PW42            | 10 серпня 2004  | Обсерваторія Ріді-Крик      | Джон Бротон                                            |
| (96035) 2004 PB54         | 2004 PB54            | 8 серпня 2004   | Станція Андерсон-Меса       | LONEOS                                                 |
| (96036) 2004 PP57         | 2004 PP57            | 9 серпня 2004   | Сокорро (Нью-Мексико)       | LINEAR                                                 |
| (96037) 2004 PQ65         | 2004 PQ65            | 10 серпня 2004  | Станція Андерсон-Меса       | LONEOS                                                 |
| (96038) 2004 PY67         | 2004 PY67            | 6 серпня 2004   | Паломарська обсерваторія    | NEAT                                                   |
| (96039) 2004 PN79         | 2004 PN79            | 9 серпня 2004   | Сокорро (Нью-Мексико)       | LINEAR                                                 |
| (96040) 2004 PO82         | 2004 PO82            | 10 серпня 2004  | Сокорро (Нью-Мексико)       | LINEAR                                                 |
| (96041) 2004 PR90         | 2004 PR90            | 10 серпня 2004  | Сокорро (Нью-Мексико)       | LINEAR                                                 |
| (96042) 2004 PZ90         | 2004 PZ90            | 10 серпня 2004  | Сокорро (Нью-Мексико)       | LINEAR                                                 |
| (96043) 2004 PC93         | 2004 PC93            | 12 серпня 2004  | Обсерваторія Ріді-Крик      | Джон Бротон                                            |
| (96044) 2004 PU95         | 2004 PU95            | 13 серпня 2004  | Обсерваторія Ріді-Крик      | Джон Бротон                                            |
| (96045) 2004 PX97         | 2004 PX97            | 14 серпня 2004  | Обсерваторія Ріді-Крик      | Джон Бротон                                            |
| (96046) 2004 PW99         | 2004 PW99            | 11 серпня 2004  | Сокорро (Нью-Мексико)       | LINEAR                                                 |
| (96047) 2004 QW6          | 2004 QW6             | 21 серпня 2004  | Обсерваторія Ріді-Крик      | Джон Бротон                                            |
| (96048) 2004 QU9          | 2004 QU9             | 21 серпня 2004  | Обсерваторія Сайдинг-Спрінг | Обсерваторія Сайдинг-Спрінг                            |
| (96049) 2004 QF11         | 2004 QF11            | 21 серпня 2004  | Обсерваторія Сайдинг-Спрінг | Обсерваторія Сайдинг-Спрінг                            |
| (96050) 2004 QM14         | 2004 QM14            | 21 серпня 2004  | Каталінський огляд          | Каталінський огляд                                     |
| (96051) 2115 P-L          | 2115 P-L             | 24 вересня 1960 | Паломарська обсерваторія    | К. Й. ван Гаутен, І. ван Гаутен-Ґроневельд, Т. Герельс |
| (96052) 2134 P-L          | 2134 P-L             | 24 вересня 1960 | Паломарська обсерваторія    | К. Й. ван Гаутен, І. ван Гаутен-Ґроневельд, Т. Герельс |
| (96053) 2156 P-L          | 2156 P-L             | 24 вересня 1960 | Паломарська обсерваторія    | К. Й. ван Гаутен, І. ван Гаутен-Ґроневельд, Т. Герельс |
| (96054) 2189 P-L          | 2189 P-L             | 24 вересня 1960 | Паломарська обсерваторія    | К. Й. ван Гаутен, І. ван Гаутен-Ґроневельд, Т. Герельс |
| (96055) 2596 P-L          | 2596 P-L             | 24 вересня 1960 | Паломарська обсерваторія    | К. Й. ван Гаутен, І. ван Гаутен-Ґроневельд, Т. Герельс |
| (96056) 2704 P-L          | 2704 P-L             | 24 вересня 1960 | Паломарська обсерваторія    | К. Й. ван Гаутен, І. ван Гаутен-Ґроневельд, Т. Герельс |
| (96057) 2711 P-L          | 2711 P-L             | 24 вересня 1960 | Паломарська обсерваторія    | К. Й. ван Гаутен, І. ван Гаутен-Ґроневельд, Т. Герельс |
| (96058) 2831 P-L          | 2831 P-L             | 24 вересня 1960 | Паломарська обсерваторія    | К. Й. ван Гаутен, І. ван Гаутен-Ґроневельд, Т. Герельс |
| (96059) 3030 P-L          | 3030 P-L             | 24 вересня 1960 | Паломарська обсерваторія    | К. Й. ван Гаутен, І. ван Гаутен-Ґроневельд, Т. Герельс |
| (96060) 3103 P-L          | 3103 P-L             | 24 вересня 1960 | Паломарська обсерваторія    | К. Й. ван Гаутен, І. ван Гаутен-Ґроневельд, Т. Герельс |
| (96061) 4222 P-L          | 4222 P-L             | 24 вересня 1960 | Паломарська обсерваторія    | К. Й. ван Гаутен, І. ван Гаутен-Ґроневельд, Т. Герельс |
| (96062) 4558 P-L          | 4558 P-L             | 24 вересня 1960 | Паломарська обсерваторія    | К. Й. ван Гаутен, І. ван Гаутен-Ґроневельд, Т. Герельс |
| (96063) 4627 P-L          | 4627 P-L             | 24 вересня 1960 | Паломарська обсерваторія    | К. Й. ван Гаутен, І. ван Гаутен-Ґроневельд, Т. Герельс |
| (96064) 4772 P-L          | 4772 P-L             | 24 вересня 1960 | Паломарська обсерваторія    | К. Й. ван Гаутен, І. ван Гаутен-Ґроневельд, Т. Герельс |
| (96065) 4785 P-L          | 4785 P-L             | 24 вересня 1960 | Паломарська обсерваторія    | К. Й. ван Гаутен, І. ван Гаутен-Ґроневельд, Т. Герельс |
| (96066) 4799 P-L          | 4799 P-L             | 24 вересня 1960 | Паломарська обсерваторія    | К. Й. ван Гаутен, І. ван Гаутен-Ґроневельд, Т. Герельс |
| (96067) 4810 P-L          | 4810 P-L             | 24 вересня 1960 | Паломарська обсерваторія    | К. Й. ван Гаутен, І. ван Гаутен-Ґроневельд, Т. Герельс |
| (96068) 4819 P-L          | 4819 P-L             | 24 вересня 1960 | Паломарська обсерваторія    | К. Й. ван Гаутен, І. ван Гаутен-Ґроневельд, Т. Герельс |
| (96069) 6060 P-L          | 6060 P-L             | 24 вересня 1960 | Паломарська обсерваторія    | К. Й. ван Гаутен, І. ван Гаутен-Ґроневельд, Т. Герельс |
| (96070) 6078 P-L          | 6078 P-L             | 24 вересня 1960 | Паломарська обсерваторія    | К. Й. ван Гаутен, І. ван Гаутен-Ґроневельд, Т. Герельс |
| (96071) 6127 P-L          | 6127 P-L             | 25 вересня 1960 | Паломарська обсерваторія    | К. Й. ван Гаутен, І. ван Гаутен-Ґроневельд, Т. Герельс |
| (96072) 6222 P-L          | 6222 P-L             | 24 вересня 1960 | Паломарська обсерваторія    | К. Й. ван Гаутен, І. ван Гаутен-Ґроневельд, Т. Герельс |
| (96073) 6677 P-L          | 6677 P-L             | 24 вересня 1960 | Паломарська обсерваторія    | К. Й. ван Гаутен, І. ван Гаутен-Ґроневельд, Т. Герельс |
| (96074) 6709 P-L          | 6709 P-L             | 24 вересня 1960 | Паломарська обсерваторія    | К. Й. ван Гаутен, І. ван Гаутен-Ґроневельд, Т. Герельс |
| (96075) 6736 P-L          | 6736 P-L             | 24 вересня 1960 | Паломарська обсерваторія    | К. Й. ван Гаутен, І. ван Гаутен-Ґроневельд, Т. Герельс |
| (96076) 6825 P-L          | 6825 P-L             | 26 вересня 1960 | Паломарська обсерваторія    | К. Й. ван Гаутен, І. ван Гаутен-Ґроневельд, Т. Герельс |
| (96077) 6840 P-L          | 6840 P-L             | 24 вересня 1960 | Паломарська обсерваторія    | К. Й. ван Гаутен, І. ван Гаутен-Ґроневельд, Т. Герельс |
| (96078) 6857 P-L          | 6857 P-L             | 24 вересня 1960 | Паломарська обсерваторія    | К. Й. ван Гаутен, І. ван Гаутен-Ґроневельд, Т. Герельс |
| (96079) 7583 P-L          | 7583 P-L             | 22 жовтня 1960  | Паломарська обсерваторія    | К. Й. ван Гаутен, І. ван Гаутен-Ґроневельд, Т. Герельс |
| (96080) 7649 P-L          | 7649 P-L             | 27 вересня 1960 | Паломарська обсерваторія    | К. Й. ван Гаутен, І. ван Гаутен-Ґроневельд, Т. Герельс |
| (96081) 9079 P-L          | 9079 P-L             | 17 жовтня 1960  | Паломарська обсерваторія    | К. Й. ван Гаутен, І. ван Гаутен-Ґроневельд, Т. Герельс |
| (96082) 9606 P-L          | 9606 P-L             | 24 вересня 1960 | Паломарська обсерваторія    | К. Й. ван Гаутен, І. ван Гаутен-Ґроневельд, Т. Герельс |
| (96083) 1242 T-1          | 1242 T-1             | 25 березня 1971 | Паломарська обсерваторія    | К. Й. ван Гаутен, І. ван Гаутен-Ґроневельд, Т. Герельс |
| (96084) 2225 T-1          | 2225 T-1             | 25 березня 1971 | Паломарська обсерваторія    | К. Й. ван Гаутен, І. ван Гаутен-Ґроневельд, Т. Герельс |
| (96085) 2256 T-1          | 2256 T-1             | 25 березня 1971 | Паломарська обсерваторія    | К. Й. ван Гаутен, І. ван Гаутен-Ґроневельд, Т. Герельс |
| 96086 Тосканос (Toscanos) | 1006 T-2             | 29 вересня 1973 | Паломарська обсерваторія    | К. Й. ван Гаутен, І. ван Гаутен-Ґроневельд, Т. Герельс |
| (96087) 1035 T-2          | 1035 T-2             | 29 вересня 1973 | Паломарська обсерваторія    | К. Й. ван Гаутен, І. ван Гаутен-Ґроневельд, Т. Герельс |
| (96088) 1074 T-2          | 1074 T-2             | 29 вересня 1973 | Паломарська обсерваторія    | К. Й. ван Гаутен, І. ван Гаутен-Ґроневельд, Т. Герельс |
| (96089) 1127 T-2          | 1127 T-2             | 29 вересня 1973 | Паломарська обсерваторія    | К. Й. ван Гаутен, І. ван Гаутен-Ґроневельд, Т. Герельс |
| (96090) 1185 T-2          | 1185 T-2             | 29 вересня 1973 | Паломарська обсерваторія    | К. Й. ван Гаутен, І. ван Гаутен-Ґроневельд, Т. Герельс |
| (96091) 1267 T-2          | 1267 T-2             | 30 вересня 1973 | Паломарська обсерваторія    | К. Й. ван Гаутен, І. ван Гаутен-Ґроневельд, Т. Герельс |
| (96092) 2036 T-2          | 2036 T-2             | 29 вересня 1973 | Паломарська обсерваторія    | К. Й. ван Гаутен, І. ван Гаутен-Ґроневельд, Т. Герельс |
| (96093) 2063 T-2          | 2063 T-2             | 29 вересня 1973 | Паломарська обсерваторія    | К. Й. ван Гаутен, І. ван Гаутен-Ґроневельд, Т. Герельс |
| (96094) 2089 T-2          | 2089 T-2             | 29 вересня 1973 | Паломарська обсерваторія    | К. Й. ван Гаутен, І. ван Гаутен-Ґроневельд, Т. Герельс |
| (96095) 2095 T-2          | 2095 T-2             | 29 вересня 1973 | Паломарська обсерваторія    | К. Й. ван Гаутен, І. ван Гаутен-Ґроневельд, Т. Герельс |
| (96096) 2111 T-2          | 2111 T-2             | 29 вересня 1973 | Паломарська обсерваторія    | К. Й. ван Гаутен, І. ван Гаутен-Ґроневельд, Т. Герельс |
| (96097) 2122 T-2          | 2122 T-2             | 29 вересня 1973 | Паломарська обсерваторія    | К. Й. ван Гаутен, І. ван Гаутен-Ґроневельд, Т. Герельс |
| (96098) 2143 T-2          | 2143 T-2             | 29 вересня 1973 | Паломарська обсерваторія    | К. Й. ван Гаутен, І. ван Гаутен-Ґроневельд, Т. Герельс |
| (96099) 2193 T-2          | 2193 T-2             | 29 вересня 1973 | Паломарська обсерваторія    | К. Й. ван Гаутен, І. ван Гаутен-Ґроневельд, Т. Герельс |
| (96100) 2263 T-2          | 2263 T-2             | 29 вересня 1973 | Паломарська обсерваторія    | К. Й. ван Гаутен, І. ван Гаутен-Ґроневельд, Т. Герельс |